# João Filho
João Batista Fernandes Filho (Bom Jesus da Lapa, 12 de fevereiro de 1975) é um poeta, contista, tradutor e ensaísta brasileiro.

## Biografia
João Filho nasceu em 1975, em Bom Jesus da Lapa, Salvador, Bahia, Brasil. Participou de algumas antologias, dentre elas: Terriblemente felices. Nueva narrativa brasileña, Emecé Editores, 2017, Argentina; 90-00: cuentos brasileños contemporâneos, Ediciones Copé, 2009, Peru; Geração Zero Zero, fricções em rede, Língua Geral, 2011, Brasil; Popcorn unterm Zuckerhut, Verlag Klaus Wagenbach, 2013, Alemanha.
Publicou Encarniçado, contos, pela Editora Baleia, em 2004, livro com recente tradução para o espanhol, editado no México, em 2015. Com Encarniçado. Obteve grande destaque individual na Festa Literária Internacional de Paraty de 2005. Contudo, voltou ao mercado editorial somente quatro anos mais tarde, com o livro de contos Ao longo da linha amarela, em 2009, dando sequência no gênero prosa com o volume de crônicas Dicionário amoroso de Salvador, editado pela Casarão do Verbo em 2014.
No gênero poesia, após uma estreia com o opúsculo As Três Sibilas, em 2009, publica A Dimensão Necessária pela Editora Mondrongo, 2014.
O autor ganhou o Prêmio Alphonsus de Guimaraens de 2015, pela Biblioteca Nacional, por seu livro A Dimensão Necessária.

## Obras
- 2004 - Encarniçado - Contos - Editora Baleia
- 2009 - As Três Sibilas - Poesia - Dulcineia Catadora
- 2009 - Ao Longo da Linha Amarela - Contos - P55 Edições
- 2014 - Dicionário Amoroso de Salvador - crônicas - Editora Casarão do Verbo
- 2014 - A Dimensão Necessária - poesia - Editora Mondrongo